# هارالد برغر
هارالد برغر (بالألمانية: Harald Burger)‏ هو لغوي سويسري وألماني، ولد في 1940 في دويسبورغ في ألمانيا.